# Тохмайоки
То́хмайо́ки (фин. Tohmajoki) (в нижнем течении — Хелюлянйоки) — река в России и Финляндии, российская часть протекает по Сортавальскому району Карелии. Протекает через населённые пункты: Саханкоски, Рускеала, Рюттю, Хелюля. Исток реки находится в Финляндии (озеро Тохмаярви).
На реке расположены Рускеальские водопады.
На севере от реки находится гора Кессюнмяки.

## Бассейн

### Притоки
- В 15 км от устья, по правому берегу впадает река Хейноя
- В 3 км от устья по правому берегу — Китенйоки
- В 31 км от устья по правому берегу впадает река Каранкооя
- В 44 км от устья по правому берегу впадает ручей Тетрипуро.

### Озёра
Также к бассейну Тохмайоки относятся озёра:
- Руокоярви
- Питкяярви
- Ряменъярви
- Маткаселькялампи
- Хелмиярви
- Пялькъярви

## Данные водного реестра
По данным государственного водного реестра России относится к Балтийскому бассейновому округу, водохозяйственный участок реки — Водные объекты бассейна оз. Ладожское без рр. Волхов, Свирь и Сясь, речной подбассейн реки — Нева и реки бассейна Ладожского озера (без подбассейна Свирь и Волхов, российская часть бассейнов). Относится к речному бассейну реки Нева (включая бассейны рек Онежского и Ладожского озера).
Код объекта в государственном водном реестре — 01040300212102000010801.